# Valgañón
Valgañón ist ein Ort und eine Gemeinde (municipio) im äußersten Westen der spanischen Region La Rioja mit 132 Einwohnern (Stand: 2024). Zur Gemeinde gehört auch die Wüstung Anguta.

## Lage und Klima
Valgañón liegt etwa 55 Fahrtkilometer westsüdwestlich von Logroño in einer Höhe von etwa 940 m. Das Klima ist warm und gemäßigt, der Niederschlag innerhalb eines Jahres beträgt 973 mm.

## Bevölkerungsentwicklung
| Jahr      | 1960 | 1970 | 1981 | 1991 | 2001 | 2011 | 2021 |
| Einwohner | 266  | 186  | 184  | 154  | 128  | 128  | 137  |

In der 2. Hälfte des 19. und der ersten Hälfte des 20. Jahrhunderts hatte der Ort stets zwischen 550 und 700 Einwohner. Infolge der Mechanisierung der Landwirtschaft und des daraus resultierenden geringeren Arbeitskräftebedarfs ist die Zahl der Einwohner seit der Mitte des 20. Jahrhunderts deutlich zurückgegangen.

## Wirtschaft
An erster Stelle im Wirtschaftsleben der Gemeinde steht traditionell die Landwirtschaft. Es werden Weizen, Gerste, Kartoffeln sowie verschiedene Gemüsepflanzen kultiviert.

## Sehenswürdigkeiten
- Andreaskirche
- Marienkirche
- Ruine der Kirche Mariä Himmelfahrt in Anguta

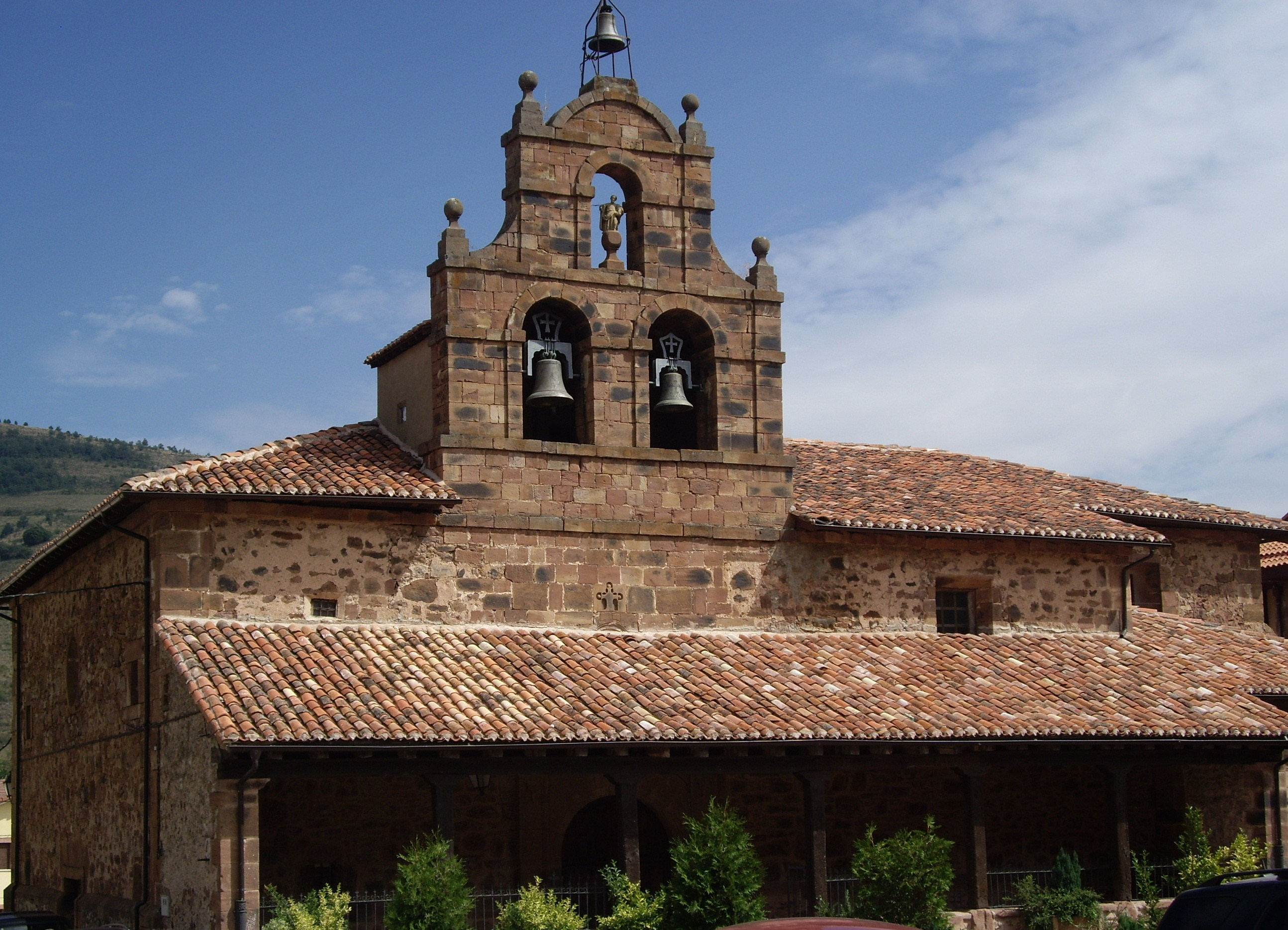
Andreaskirche
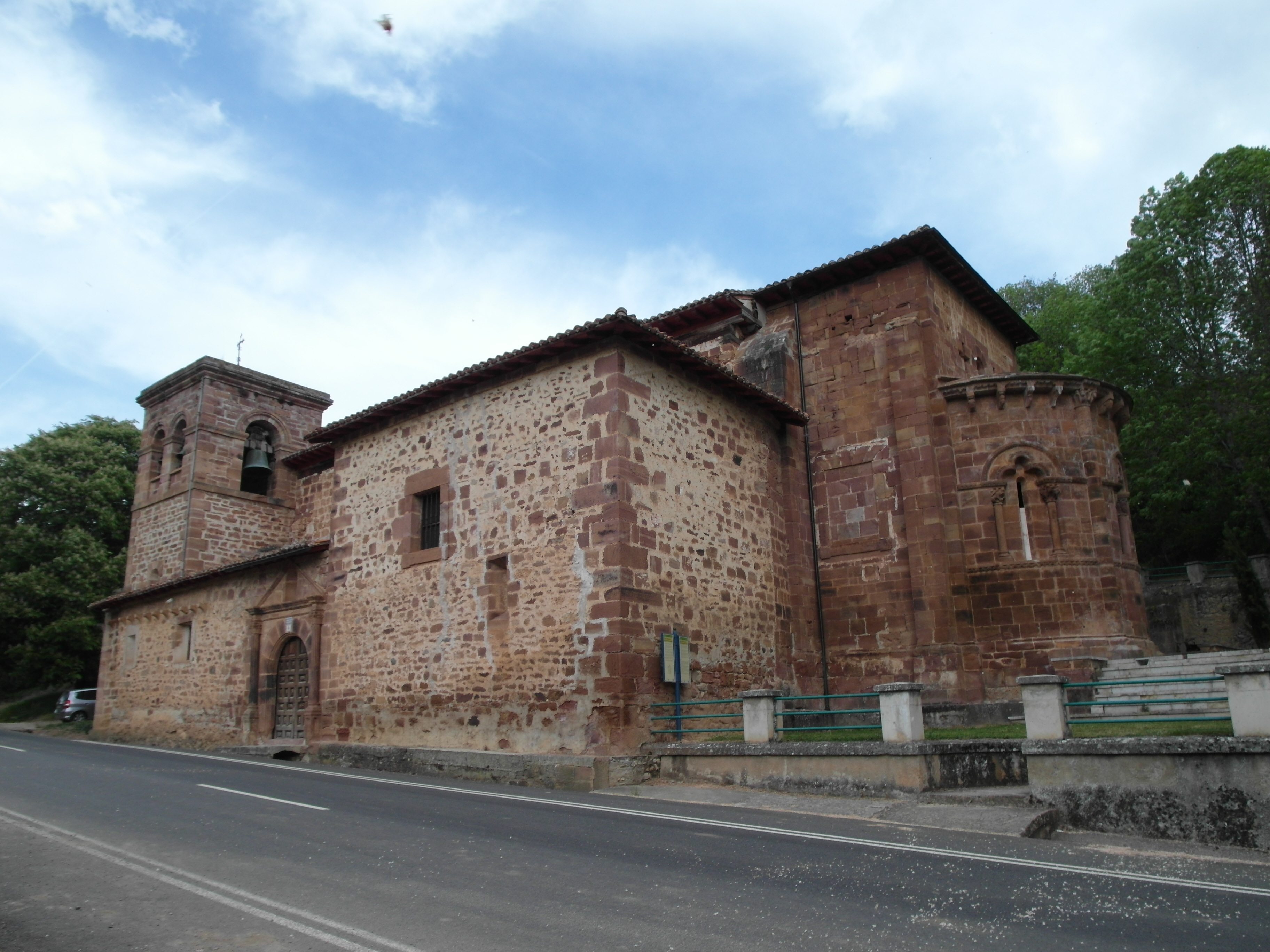
Marienkirche
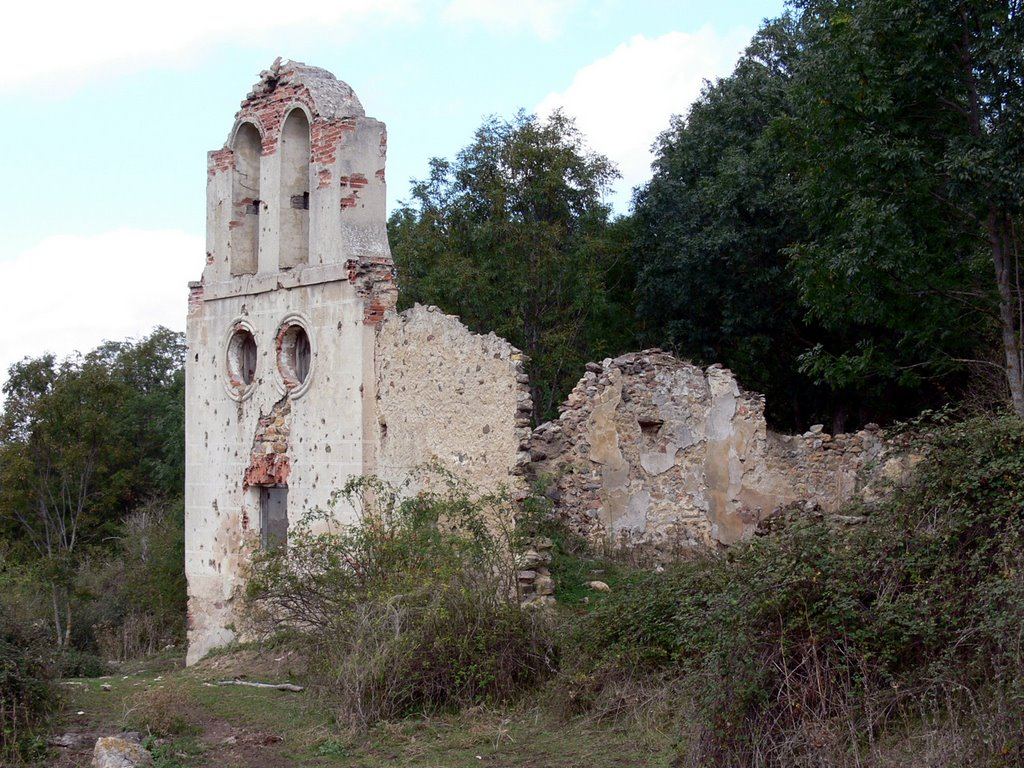
Ruine der Kirche Mariä Himmelfahrt